# Abba River
Abba River är en 24 km lång flod i regionen South West i Western Australia. Källorna ligger i Whicher Range, den flyter i nordlig riktning och mynnar i Vasse-Wonnerup Estuary öster om Busselton och slutligen i Indiska oceanen. Den namngavs 1834 av Frederick Ludlow, namnet är av aboriginskt ursprung och används som hälsningsord av lokalbefolkningen.